# Diadromus varicolor
Diadromus varicolor är en stekelart som beskrevs av Wesmael 1845. Diadromus varicolor ingår i släktet Diadromus och familjen brokparasitsteklar. Arten är reproducerande i Sverige. Inga underarter finns listade i Catalogue of Life.